# Kranggan Barat
Kranggan Barat is een bestuurslaag in het regentschap Bangkalan van de provincie Oost-Java, Indonesië. Kranggan Barat telt 1709 inwoners (volkstelling 2010).